# Kamandi (revue)
Pour les articles homonymes, voir Kamandi.
Kamandi est une revue périodique française (Nord) de BD, d'abord publiée en petit format dans la collection « Comics Pocket » chez Arédit/Artima, entre octobre 1975 et octobre 1978 (10 numéros). La revue présente le comics DC Kamandi de Jack Kirby, ainsi que d'autres publications DC telles que Beware the Creeper, Claw the Unconquered, The Joker, Justice Inc., Rima the Jungle Girl ou Strange Adventures.
Kamandi passe ensuite en album couleurs, dans la Collection Artima Color DC SuperStar chez le même éditeur, d'abord sous le titre Année Zéro de janvier 1979 à avril 1980 (6 numéros), puis de nouveau sous le titre Kamandi d'octobre 1980 à septembre 1982 (7 numéros).